# Alexandre de Nardi

a Compétitions nationales et continentales officielles uniquement.

b Matchs officiels uniquement.
Dernière mise à jour le 3 décembre 2021.
Alexandre de Nardi, né le 17 janvier 1999 à Mont-de-Marsan, est un joueur français de rugby à XV jouant au poste d'arrière ou d'ailier pour le Stade montois, en prêt du Montpellier HR.

## Biographie

### En club
Alexandre de Nardi, l'un des plus grands espoirs du Stade montois, débute en équipe première lors de la saison 2018-2019, après avoir évolué au club depuis l'âge de 5 ans.
Néanmoins, une blessure à l'épaule survenue lors de la pré-saison 2019-2020 le contraint à rester éloigné des terrains pendant plusieurs mois.
Après une bonne saison 2022-2023 avec Mont-de-Marsan, marquée par huit essais inscrits, il rejoint le Montpellier HR, où il retrouve l'ancien Montois Léo Coly, ainsi que plusieurs de ses anciens coéquipiers de l'équipe de France des moins de 20 ans, dont Arthur Vincent et Louis Carbonel.
De Nardi peine toutefois à reproduire ses performances au niveau supérieur. Sous le maillot du MHR, il ne dispute que neuf matchs en Top 14 et en Challenge Cup, et sa participation se fait de plus en plus rare au fil de la saison.
Au début de la saison 2024-2025, Alexandre de Nardi retourne au Stade montois en Pro D2 sous forme de prêt, avec pour objectif de relancer sa carrière.

### En sélection
Avec la sélection française des moins de 18 ans, de Nardi dispute le championnat d'Europe en 2017, avec laquelle il remporte le titre de champion au terme de la finale remportée contre la Géorgie au stade de Penvillers de Quimper,.
Alexandre de Nardi est champion du monde avec les moins de 20 ans en 2019, titulaire à l'arrière pendant deux matchs du mondial, notamment contre le pays de Galles, dans la victoire bonifiée qui se révélera fondamentale pour la qualification en demi-finale.

## Palmarès
- France -20
  - Vainqueur du Championnat du monde junior en 2019